# Castagnole (dolce)
Le castagnole o favette sono un dolce carnevalesco diffuso in tutta Italia; fa parte della tradizione culinaria ligure, romagnola, marchigiana, laziale, umbra meridionale (con la variante detta "strufoli di carnevale" nell'Umbria settentrionale), abruzzese, veneta, lombarda.

## Storia
La ricetta delle castagnole è molto antica: nell'archivio di stato di Viterbo si è trovato un volume manoscritto del Settecento in cui sono descritte ben quattro ricette di castagnole, di cui una prevede la cottura al forno, che quindi non è stata adottata recentemente nell'intento di rendere il dolce più leggero, come spesso si crede.
Nella tradizione italiana le castagnole sono considerate uno dei simboli del Carnevale, come attesta anche un proverbio diffuso nei vari dialetti marchigiani; si riporta qui di seguito, espresso in anconitano:

## Preparazione
Gli ingredienti principali sono uova, zucchero, farina e burro: dopo averli impastati si formano delle palline grandi come una noce che vengono poi fritte in olio bollente. Vengono servite con zucchero a velo o, in alcune varianti, con alchermes o miele. 
Ne esistono varie tipologie: una senza ripieno ed un'altra con ripieno alla crema pasticcera o alla panna. Un'altra variante si fa con farina, lievito, uova con l'aggiunta di rum e liquore (alchermes) per renderle più soffici. Un'altra variante prevede un ripieno al cioccolato, un'altra ancora è quella con la cottura in forno.